# Mamadou Tounkara
Mamadou Tounkara (Blanes, Gerona, 19 de enero de 1996) es un futbolista español, nacionalizado senegalés, que juega en la demarcación de delantero para el Guidonia Montecelio 1937 FC de la Serie D.

## Biografía
Empezó a formarse como futbolista en las categorías inferiores del F. C. Barcelona, Centre d'Esports Farners y de la S. S. Lazio. Finalmente, en la temporada 2013-14, debutó como futbolista en un partido de la Serie A con la S. S. Lazio a las órdenes del entrenador Edoardo Reja contra el Bologna F. C. 1909 tras sustituir a Miroslav Klose en el minuto 81. En la siguiente temporada jugó un partido de copa, así que en la campaña 2015-16 se fue en calidad de cedido al F. C. Crotone, y posteriormente al U. S. Salernitana 1919. En el mercado de verano de 2016 volvió a la S. S. Lazio.

## Clubes
| Club                            | País       | Año       | Partidos | Goles |
| ------------------------------- | ---------- | --------- | -------- | ----- |
| S. S. Lazio                     | Italia     | 2013-2015 | 2        | 0     |
| F. C. Crotone (cedido)          | Italia     | 2015-2016 | 9        | 1     |
| U. S. Salernitana 1919 (cedido) | Italia     | 2016      | 3        | 0     |
| S. S. Lazio                     | Italia     | 2016-2017 | 1        | 0     |
| K. S. Flamurtari Vlorë (cedido) | Albania    | 2018      | 8        | 0     |
| F. C. Schaffhausen (cedido)     | Suiza      | 2018-2019 | 9        | 0     |
| MFK Zemplín Michalovce (cedido) | Eslovaquia | 2019      | 10       | 2     |
| A. S. Viterbese Castrense       | Italia     | 2019-2021 | 49       | 16    |
| A. S. Cittadella                | Italia     | 2021-2023 | 34       | 5     |
| U. S. Avellino 1912 (cedido)    | Italia     | 2023      | 9        | 1     |
| Calcio Foggia 1920              | Italia     | 2023-2024 | 11       | 0     |
| Avezzano Calcio                 | Italia     | 2024      | 12       | 1     |
| Guidonia Montecelio 1937 FC     | Italia     | 2024-     | 21       | 3     |